# Challenge du Prince 2012
Die 3. Challenge du Prince fand vom 7. bis zum 9. Mai 2012 zur Ehre des neunten Geburtstages des marokkanischen Prinzen Moulay Hassan statt. Die Serie von drei Radsport-Eintagesrennen wurde vom königlichen marokkanischen Radsportverband (FRMC) unter der Schirmherrschaft des Königs Mohammed VI. organisiert und war Teil der UCI Africa Tour 2012, wo die einzelnen Rennen jeweils in die Kategorie 1.2 eingestuft waren. Die drei Wettbewerbe waren zusammengenommen 428 Kilometer lang. Insgesamt besuchten etwa 150.000 Zuschauer die Straßen des Rennens. Die drei Wettbewerbe wurden in Fernsehen und Radio international übertragen.

## Teilnehmer
Das Teilnehmerfeld bestand aus afrikanischen, amerikanischen, und europäischen Mannschaften zu je sechs Fahrern. Am Start standen Fahrer aus sieben Nationen, vor allem den einheimischen Marokkanern diente das Rennen auch zur Vorbereitung auf die Olympischen Sommerspiele in London.

## Tropheé Princier
Das erste Rennen der Challenge du Prince war die Tropheé Princier am 7. Mai und wurde mit einem neunmal zu befahrenden Rundkurs in Rabat gestartet, wo das Rennen nach einer Militärparade vom Prinzen persönlich eröffnet wurde. Nach 160 Kilometern unter anderem durch Kenitra, Sidi Slimane und Sidi Kacem erreichten die Fahrer die Ziellinie im Stadtzentrum von Meknès.

### Ergebnis
29 von 62 Fahrern erreichten das Ziel.
|    | Fahrer                       | Nation   | Team                                 | Zeit         | Punkte Africa Tour |
| -- | ---------------------------- | -------- | ------------------------------------ | ------------ | ------------------ |
| 1. | Tarik Chaoufi (¢ 40,81 km/h) | Marokko  | Nationalmannschaft Marokko           | 3:55:15 h    | 40                 |
| 2. | Abdelmalek Madani            | Algerien | Groupement Sportif Pétrolier Algérie | + 0:05 min   | 30                 |
| 3. | Essaïd Abelouache            | Marokko  | Regionalauswahl Moulay Rachid        | + 0:34 min   | 16                 |
| 4. | Adil Jelloul                 | Marokko  | Nationalmannschaft Marokko           | + 1:21 min   | 12                 |
| 5. | Azzedine Lagab               | Algerien | Groupement Sportif Pétrolier Algérie | + 1:25 min   | 10                 |
| 6. | Abdelatif Saadoune           | Marokko  | Regionalauswahl Moulay Rachid        | + 1:47 min   | 8                  |
| 7. | Mohammed Said El Ammoury     | Marokko  | Bahnauswahl Marokko                  | + 2:53 min   | 6                  |
| 8. | Anass Ait El Abdia           | Marokko  | Nachwuchsauswahl Marokko             | gleiche Zeit | 3                  |

## Trophée de l’anniversaire
Das zweite Rennen der Challenge du Prince war die Trophée de l’anniversaire du Prince Héritier am 8. Mai. Auf dem Programm stand eine 139 Kilometer lange Strecke mit Start und Ziel in Meknès. Von dort ging es unter anderem auch durch die Orte Azrou und Ifrane und von dort wieder zurück.

### Ergebnis
35 von 62 Fahrern erreichten das Ziel.
|    | Fahrer                    | Nation  | Team                          | Zeit         | Punkte Africa Tour |
| -- | ------------------------- | ------- | ----------------------------- | ------------ | ------------------ |
| 1. | Rida Aadel (¢ 42,23 km/h) | Marokko | Nationalmannschaft Marokko    | 3:17:29 h    | 40                 |
| 2. | Adil Jelloul              | Marokko | Nationalmannschaft Marokko    | gleiche Zeit | 30                 |
| 3. | Tarik Chaoufi             | Marokko | Nationalmannschaft Marokko    | gleiche Zeit | 30                 |
| 4. | Mouhcine Rhaili           | Marokko | Bahnauswahl Marokko           | + 1:11 min   | 12                 |
| 5. | Salah Eddine Mraouni      | Marokko | Nachwuchsauswahl Marokko      | + 5:06 min   | 10                 |
| 6. | Soufiane Haddi            | Marokko | Nationalmannschaft Marokko    | gleiche Zeit | 8                  |
| 7. | Mohamed Erragraghi        | Marokko | Bahnauswahl Marokko           | gleiche Zeit | 6                  |
| 8. | Abdelatif Saadoune        | Marokko | Regionalauswahl Moulay Rachid | gleiche Zeit | 3                  |

## Trophée de la Maison Royale
Das dritte und letzte Rennen der Challenge du Prince war die Trophée de la Maison Royale am 9. Mai. Gestartet wurde der Wettbewerb in Meknès und führte über Khémisset, Al Maâziz und Rommani über insgesamt 190 Kilometer nach Tamesna.

### Ergebnis
25 von 62 Fahrern erreichten das Ziel.
|    | Fahrer             | Nation  | Team                          | Zeit         | Punkte Africa Tour |
| -- | ------------------ | ------- | ----------------------------- | ------------ | ------------------ |
| 1. | Abdelatif Saadoune | Marokko | Regionalauswahl Moulay Rachid | 4:44:07 h    | 40                 |
| 2. | Tarik Chaoufi      | Marokko | Nationalmannschaft Marokko    | gleiche Zeit | 30                 |
| 3. | Rida Aadel         | Marokko | Nationalmannschaft Marokko    | + 0:13 min   | 16                 |
| 4. | Anass Ait El Abdia | Marokko | Nachwuchsauswahl Marokko      | gleiche Zeit | 12                 |
| 5. | Mohamed Erragraghi | Marokko | Bahnauswahl Marokko           | gleiche Zeit | 10                 |
| 6. | Mouhssine Lahsaïn  | Marokko | Nationalmannschaft Marokko    | gleiche Zeit | 8                  |
| 7. | Essaïd Abelouache  | Marokko | Regionalauswahl Moulay Rachid | + 4:02 min   | 6                  |
| 8. | Ismail Ayoune      | Marokko | Nationalmannschaft Marokko    | + 6:14 min   | 3                  |